# Meshuggah
Meshuggah /məˈʃʊɡə/是瑞典于默奧的极端金属乐队，成立于1987年。Meshuggah的阵容有创始人兼主唱Jens Kidman、主音吉他手Fredrik Thordendal、鼓手Tomas Haake（1990年加入）、节奏吉他手Mårten Hagström（1993年加入）以及贝斯手Dick Lövgren（2004年加入）。
Meshuggah在1995年发布的一张混合了快节奏死亡金属，激流金属，前卫金属和融合爵士元素的专辑《Destroy Erase Improve》首次引起广泛关注。在他们2002年的专辑《Nothing》中，Meshuggah已经把七弦换成了降调八弦吉他。Meshuggah以创新的音乐风格，复杂的，复拍复调音乐结构而闻名。Meshuggah被《Rolling Stone》杂志誉为十大最有影响力的硬式摇滚和重金属乐队之一，并且被《Alternative Press》杂志誉为最有影响力的金属乐队。Meshuggah小小的成功，却是地下极端音乐举足轻重的一步并影响了大批现代金属乐队。在20世纪末，乐队是前卫金属中djent风格的灵感来源。